# 오바타 도시로

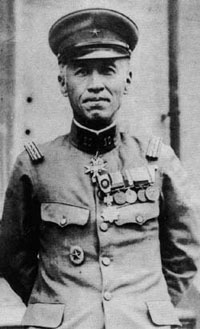
오바타 도시로

오바타 도시로(일본어: 小畑 敏四郎, おばた としろう, 1885년 2월 19일 ~ 1947년 1월 10일)는 쇼와 시대의 일본의 군인이다. 일본 제국 육군의 파벌이었던 황도파의 거두이기도 했다.

## 초기 이력
오바타는 1885년, 지금의 고치현인 도사번 출신의 남작 고바타 요시네 (小畑美稲)의 셋째 아들로 태어났다. 1904년 일본 육군사관학교를 16기로 졸업하고, 소위 임관후 근위보병 제1연대, 보병 제49연대를 거쳐 모오카수비대장을 역임하였다.
1911년 육군대학교를 23기로 졸업하고 1913년 대위로 승진하여 참모본부에서 근무하였다. 1915년 제1차 세계대전에는 일본과 같은 연합국 소속인 러시아 제국군에 종군하여 대전을 참관하였다. 이후 중앙 행정직과 참모직을 거쳐 1920년 러시아 대사관 주재무관을 역임하였다. 일본군이 러시아 혁명에 간섭하는 시베리아 출병을 하자 바로 귀국하지 못하고 베를린에 머물렀다.

## 정치 군인으로서
독일 주재시절, 1921년 10월 육사 동기인 나가타 데쓰잔, 도조 히데키, 오카무라 야스지와 함께 독일 남부의 온천지 바덴바덴에서 당시 육군을 지배하고 있던 사쓰마-조슈 파벌(각각 현재 가고시마현, 야마구치현 출신 세력)을 제거하기로 한 비밀 서약을 맺었다고 한다. (이를 바덴바덴 밀약이라고 한다)
그러나 황도파였던 오바타는 만주사변 이후 통제파였던 나가타, 도조와 노선이 달라 후에 극한으로 대립하게 된다.
1922년 참모본부로 발령이 났고, 1923년 중좌로 진급하였다. 1927년 대좌로 진급하여 오카야마의 제10보병연대장이 되었다. 1930년 육군보병학교 연구부 주무가 되었고, 육군대학 교관을 거쳐 참모본부의 작전과장으로 발령났다. 이해 소장으로 승진하였고, 참모보부 제3부장을 역임하였고, 1933년 근위 제1보병여단장이 되었다.
이후 육군 대학 간사와 교장을 거쳐 1936년 중장이 되었다. 이후 황도파의 청년장교들이 일으킨 2.26 사건의 여파로 그도 예편 처분되었고, 중일 전쟁이 발발하자 다시 현역으로 복귀하여 일본제국 육군 제14사단장이 되었으나 건강상의 문제로 다시 예편하였다. 이후 대전 기간 내내 별다른 활동이 없이 지냈다.

## 종전
1945년 9월 2일 미국 전함 미주리 호의 선상에서 열린 태평양 전쟁 항복조인식에 육군참모총장인 우메즈 요시지로가 출석을 주저하는 것을 보고 "이번에 패한 육군은 무슨 면목이 있나? 항복의 조인에 참모총장이 가는 것을 꺼려하면 육군의 대표로서 내가 가겠다."고 우메즈를 꾸짖었다고 한다. 그리하여 우메즈는 조인식에 참석하였다.
전쟁이 끝난 후에는 히가시쿠니 나루히코 친왕의 내각에서 국무대신을 맡은 후, 1947년 1월 10일에 사망하였다.